# Adam Siao Him Fa
Adam Siao Him Fa, né le 31 janvier 2001 à Bordeaux (Gironde), est un patineur artistique. Il est double champion de France (2023 et 2024), double champion d'Europe (2023 et 2024) et médaillé de bronze aux mondiaux 2024.

## Biographie

### Famille et enfance
Ses parents, Daniel, médecin anesthésiste réanimateur, et Patricia, sont originaires de l'île Maurice et ont émigré en France au début des années 1980. Adam est le plus jeune d'une fratrie de quatre enfants, tous patineurs,,.

### Débuts
Il commence le patinage sur glace en 2005 à Villenave-d'Ornon près de Bordeaux avec comme entraîneurs Valérie Sou, Cornelia Paquier, Nathalie Depouilly et Laurent Depouilly et commence à s'entraîner à Toulouse en 2011 car la patinoire de Villenave n'est plus opérationnelle. Il a fait ses débuts au niveau novice avancé en mars 2013 et a remporté le titre de novice français en mars 2014.

### Parcours junior
Entraîné par Rodolphe Maréchal et Baptiste Porquet à Toulouse, il commence à apparaître au niveau international junior en octobre 2015. En février 2016, il participe aux Jeux olympiques d'hiver pour la jeunesse à Hamar en Norvège. Ses débuts aux grands-prix juniors (JGP) ISU se font en août 2016, il se classe parmi les dix premiers au cours de ses deux affectations de cette première saison.
En septembre 2017, il commence à s'entraîner sous la direction de Brian Joubert à Poitiers. Il termine neuvième à ses deux grands-prix juniors, quatrième aux Championnats de France senior 2018, puis dix-septième des championnats du monde juniors à Sofia.
Lors de la saison 2018-2019, il participe à deux grands-prix juniors qui lui permettent d'être qualifié pour la finale à Vancouver au Canada où il prend la quatrième place. Il devient ensuite vice-champion de France élite à Vaujany derrière Kevin Aymoz. Il est sélectionné ensuite à ses premiers championnats d'Europe à Minsk (12e) et ses seconds championnats du monde junior à Zagreb (6e).

### Saison 2021-2022
Adam Siao Him Fa se qualifie pour les Jeux olympiques d'hiver de Pékin aux côtés de son compatriote Kevin Aymoz. Il a été testé positif au Covid-19 à son arrivée à Pékin avant d’apprendre que le test était un faux positif. Il a finalement pu prendre part à la compétition où il se classe 14e avec un total de 250,15 points.
Aux Championnats du monde à Montpellier, Adam réalise sa meilleure performance sur un programme court avec un score de 90,97 points et se classe dixième. Il monte encore un peu plus au classement lors de son programme long grâce à un score de 175,15 et termine à la huitième place.

### Saison 2022-2023
Lors du Trophée de France, il remporte la médaille d'or en battant son record personnel avec score de 180,98 sur son programme long et un score total de 268,98. Il est le premier français à remporter une médaille d'or lors du circuit Grand Prix ISU depuis Brian Joubert en 2009. Il n'est cependant pas qualifié pour la finale après une cinquième place lors du Trophée NHK.
Lors des Championnats de France, à Rouen, Adam Siao Him Fa est sacré champion de France avec un score total de 279,36 points, mettant fin à la série de quatre titres consécutifs de Kevin Aymoz.
Aux Championnats d'Europe, à Espoo, il bat son record personnel sur le programme court et se place en première place avec 10 points d'avance sur l'Italien Matteo Rizzo. Lors du programme long, il termine second mais reste à la première place de la compétition. Il est ainsi sacré champion d'Europe avec un total de 267,77 points, devançant Matteo Rizzo.

### Saison 2024-2025
Il est médaillé de bronze aux Championnats d'Europe de patinage artistique 2025 à Tallinn.

## Palmarès
| Compétition                                                                           | 2016    | 2017    | 2018    | 2019    | 2020    | 2021    | 2022    | 2023    | 2024    | 2025    |  |  |  |  |
| Jeux olympiques d'hiver                                                               |         |         |         |         |         |         | 14e     |         |         |         |  |  |  |  |
| Championnats du monde                                                                 |         |         |         |         | CA      |         | 8e      | 10e     | 3e      | 4e      |  |  |  |  |
| Championnats d’Europe                                                                 |         |         |         | 12e     | 11e     | CA      |         | 1er     | 1er     | 3e      |  |  |  |  |
| Championnats de France                                                                | 8e      | 8e      | 4e      | 2e      | 2e      | 2e      | 2e      | 1er     | 1er     | F       |  |  |  |  |
| Championnats du monde juniors                                                         |         |         | 17e     | 6e      | 7e      | CA      |         |         |         |         |  |  |  |  |
|                                                                                       |         |         |         |         |         |         |         |         |         |         |  |  |  |  |
| Grand Prix ISU                                                                        | 2015/16 | 2016/17 | 2017/18 | 2018/19 | 2019/20 | 2020/21 | 2021/22 | 2022/23 | 2023/24 | 2024/25 |  |  |  |  |
| Finale du Grand Prix                                                                  |         |         |         |         |         | CA      | CA      |         | 4e      | F       |  |  |  |  |
| Skate America                                                                         |         |         |         |         |         |         | 9e      |         |         |         |  |  |  |  |
| Skate Canada                                                                          |         |         |         |         |         | CA      |         |         |         |         |  |  |  |  |
| Coupe de Chine                                                                        |         |         |         |         |         |         |         |         | 1er     | 3e      |  |  |  |  |
| Trophée de France                                                                     |         |         |         |         |         | CA      | 8e      | 1er     | 1er     | 1er     |  |  |  |  |
| Coupe de Russie                                                                       |         |         |         |         |         |         |         |         |         |         |  |  |  |  |
| Trophée NHK                                                                           |         |         |         |         |         |         |         | 5e      |         |         |  |  |  |  |
| Légende : F = Forfait ; CA = Compétitions annulées à cause de la pandémie de Covid-19 |         |         |         |         |         |         |         |         |         |         |  |  |  |  |